# 阿蘇町立内牧小学校深葉分校
阿蘇町立内牧小学校深葉分校（あそちょうりつうちのまきしょうがっこうふかばぶんこう）は、熊本県阿蘇郡阿蘇町西湯浦（現・阿蘇市）にあった小学校。

## 沿革
- 1920年（大正9年） - 私立深葉小学校認可。
- 1935年（昭和10年） - 内牧町立内牧尋常高等小学校深葉分教場と改称。
- 1941年（昭和16年） - 内牧町立内牧国民学校深葉分校と改称。
- 1947年（昭和22年） - 内牧町立内牧小学校深葉分校と改称。
- 1954年（昭和29年） - 阿蘇町立内牧小学校深葉分校と改称。
- 2003年（平成15年） - 内牧小学校へ統合。